# کریگ مک‌لین
کریگ مک‌لین (انگلیسی: Craig MacLean؛ زادهٔ ۳۱ ژوئیهٔ ۱۹۷۱) دوچرخه‌سوار سابق اهل بریتانیا است.
وی در مسابقات کشوری و بین‌المللی در مجموع برندهٔ ۹ مدال طلا، ۶ مدال نقره، ۵ مدال برنز شده‌است.